# Paul Gerhard Aring
Paul Gerhard Aring (* 7. Oktober 1926 in Rheydt; † 3. Mai 2003 in Köln) war ein deutscher evangelisch-reformierter Theologe.

## Leben
Paul Gerhard Aring (laut Geburtsurkunde: Paul-Gerhard Otto Ernst) wuchs in Rheydt in einem ihn sehr prägenden bürgerlichen Pfarrhaus auf und besuchte von Ostern 1937 (offiziell bis zum 11. Februar 1944) das Stiftische Humanistische Gymnasium in Mönchengladbach. Ab 15. Februar 1943 war er als Flakhelfer und ab Juni 1944 als Unteroffizier im Krieg eingesetzt und erlebte als 18-Jähriger den Tod seines Vaters während eines Bombenangriffs. Ab April 1945 war er an der Ostfront in Schlesien eingesetzt und absolvierte nach der Befreiung aus vierzehntägiger amerikanischer Kriegsgefangenschaft in Tschechien am 26. Mai 1945 und der Heimkehr ins Elternhaus (1. Juni 1945) am 5. Juni 1946 das Abitur.

## Studium der Evangelischen Theologie und Vikariat
Zum Wintersemester 1946/1947 nahm er für drei Semester das Studium der Evangelischen Theologie an der Kirchlichen Hochschule Wuppertal auf und ging 1948 für drei Semester nach Tübingen (Prägung durch Helmut Thielicke, Gerhard Rosenkranz und Otto Michel). Aring absolvierte das 1. Theologische Examen nach einem ersten Versuch am 16./17. April 1951 per Nachprüfung am 2./3. Oktober 1951, woran sich das Vikariat am Predigerseminar Wuppertal-Elberfeld (1951–1952) und in der reformierten Gemeinde Cronenberg (Wuppertal) (1952–1954) anschloss. Der Ausklang des Vikariats war überschattet von der Sterbebegleitung seines Vikariats-Mentors Superintendent Peter Bockemühl und dessen Tod am 15. September 1953. Das 2. Theologische Examen konnte Aring am 1./2. April 1954 erfolgreich abschließen und einen Monat später am 2. Mai 1954 in Wuppertal-Cronenberg seine Ordination feiern.

## Heirat und Pfarrer in Anrath und Jüchen
Am 17. Juli 1954 heiratete Aring Ursula Latsch (* 22. November 1926), eine in Lolowoea (Nias) geborene Tochter des Missionars Karl Latsch († 1940), mit der er sich am 9. April 1950 verlobt hatte. Aus ihrer Ehe gingen zwei Töchter und zwei Söhne hervor. Den kirchlichen Hilfsdienst leistete Aring zunächst ebenfalls in der reformierten Gemeinde Cronenberg (1954) als Pfarrverweser ab, anschließend in Weinsheim bei Sobernheim/Bad Kreuznach (1. September 1954 bis 30. April 1955) und dann in der Rheinischen Missionsgesellschaft in Wuppertal-Barmen vom 1. Mai 1955 bis 31. Januar 1956. Schließlich übertrug die Kirchenleitung der Evangelischen Kirche im Rheinland dem auf sein Einreisevisum für Indonesien wartenden Aring die Verwaltung der Pfarrstelle der Kirchengemeinde Willich-Anrath. Zum 1. November 1956 trat Aring für vier Jahre seine erste Pfarrstelle in Jüchen (1956–1960) an.

## Mission in Papua-Neuguinea und erste Anfragen an eine Judenmission
Seit dem 1. August 1960 wurde Aring von der Kirchenleitung für seinen Dienst in der Mission in Westneuguinea (Station Angguruk in Piliam/Region Balim-Yalimo) beurlaubt. Am 20. August 1960 reiste Aring aus nach Baliem-Wamena in Neuguinea, im März 1961 folgte die Einreise von Aring und Pfarrer Siegfried Zöllner sowie des niederländischen Arztes Willem H. Vriend ins Hochland der Insel Neuguinea. In diese Zeit fiel der Eichmann-Prozess in Jerusalem (April bis Dezember 1961) und wurde für Familie Aring zum Auslöser der Beschäftigung mit dem Judentum sowie nationalsozialistischer Gräueltaten insbesondere an Juden. In mehreren Etappen führte dies zu einem politischen Engagement, einer kirchlich-theologischen Desorientierung und zu einer fundamentalen Veränderung des Denkens im Blick auf den christlichen Glauben und das Verhältnis zur jüdischen Religion. Im auch die eigene Familienbiographie verarbeitenden Dialog mit seiner Ehefrau und später mit dem gleichaltrigen, auch in Rheydt aufgewachsenen Duisburger Theologieprofessor Heinz Kremers vertrat Aring seitdem mehr und mehr den Standpunkt, dass angesichts der Geschichte der Judenmission die Möglichkeit missionarischen Wirkens um Juden heutzutage auszuschließen sei.

## Pfarrer in Düsseldorf und Schwanenberg und Promotion in Prag
Vom 13. September 1964 bis 31. Januar 1970 war Aring Pfarrer der Matthäi-Kirchengemeinde in Düsseldorf, wo er sich der christlich-jüdischen Gesellschaft anschloss und zunächst Unsicherheit und dann einen grundlegenden Wandel seiner theologischen Position erlebte („Ich weiß wirklich nicht, was ich früher gepredigt habe …“). Studien- und Gemeindereisen in die Tschechoslowakei führten zu einer engen Bekanntschaft mit Theologen der Karls-Universität Prag. Am 16. Juni 1969 wurde er in Prag (Comenius-Fakultät) mit einer von Josef B. Jeschke betreuten missionstheologischen Arbeit (Die Sendung der Kirche Jesu Christi im Ausgang des Zwanzigsten Jahrhunderts – Ein praktisch-theologischer Beitrag zur Neuorientierung der Missionstheologie) zum Dr. theol. promoviert. 1971 veröffentlichte Aring eine wesentlich verkürzte Fassung dieser Dissertation unter dem Titel Kirche als Ereignis. Ein Beitrag zur Neuorientierung der Missionstheologie. Während seiner Zeit als Pfarrer in Schwanenberg bei Erkelenz (1. Februar 1970 bis 31. Dezember 1978) stellte seine Habilitationsschrift über Judenmission weitgehend fertig. Der Beginn seines Pfarramts dort war überschattet vom Unfalltod der 14-jährigen Erstgeborenen. Von 1975 bis 1988 war Aring als ehrenamtlicher Präses der Leiter der 1959 gegründeten Hilfsorganisation Kindernothilfe mit Sitz in Duisburg. Über Jahre engagierte er sich in der Leitung der Rheinischen Missionskonferenz. Vom 21. November bis 10. Dezember 1975 nahm Aring an der theologisch ihn weiterhin prägenden Weltkirchenkonferenz in Nairobi/Kenia teil.

## Melanchthon-Akademie Köln und Habilitation
Zum 1. Januar 1979 wurde Aring zum Leiter der Melanchthon-Akademie in Köln berufen und machte diese zu einem rheinischen Zentrum für neue Impulse rund um den jüdisch-christlichen Dialog, organisierte Weiterbildungen für Theologen und bot Studienfahrten nach Israel an. Hierbei vertrat Aring den Standpunkt, der christliche Antijudaismus sei als Wurzel des Antisemitismus anzusehen. Im Frühjahr 1979 wurde der ökumenische Arbeitskreis Juden in Mülheim gegründet, um die Erinnerung an die untergegangene jüdische Gemeinde in Köln-Mülheim zu erhalten. Aring übernahm ab Sommersemester 1979 an der Gesamthochschule Duisburg bei Heinz Kremers einen Lehrauftrag zu „Mission und Ökumene“.
1983 wurde Aring als 56-Jähriger an der Universität-Gesamthochschule Duisburg aufgrund seiner Arbeit über Judenmission habilitiert, hielt am 13. Januar 1983 seine Habilitationsvorlesung über Bekennen zu Jesus Christus heute – Überlegungen zur Christologie im Kontext des christlich-jüdischen Dialogs der Gegenwart und übernahm ab Sommersemester 1983 als Privatdozent für Systematische Theologie Seminare insbesondere in jüdisch-christlicher Perspektive. -

## Die letzten Jahre
Aring war Mitglied eines Kölner Rotary Clubs und aktiv im Internationalen Rat der Christen und Juden (ICCJ). Nach seiner Pensionierung (1. Juli 1991) ging er auf Bitte der Evangelischen Kirche in Deutschland ab Juli 1993 nach Litauen. Während seine Ehefrau Germanistik unterrichtete, hielt Aring Vorlesungen für evangelische und katholische Studenten am Zentrum für Evangelische Theologie (später: Evangelische Fakultät) der Universität Klaipėda (Memel). Bis zum Ende des Einsatzes (insgesamt sechs Semester) Ende April 1996 unternahm das Ehepaar Aring gemeinsam mit Studenten etliche Exkursionen zu jüdischen Stätten in Litauen, was in einige Veröffentlichungen mündete. Die letzten Lebensjahre verbrachte er mit seiner Familie in Köln und widmete sich unentwegt seinen Vorstellungen für den weiteren Weg eines christlich-jüdischen Dialogs. Seine Vorwürfe von Dialogunwilligkeit bzw. Dialogunfähigkeit gegenüber Personen mit anderen Positionen sind zum einen eingebettet zu sehen in einer existentiell tiefen Sorge vor Stagnation dieses Ringens und zum anderen in einer sich im Laufe des Lebens verändernden Sichtweise der Bibel sowie insbesondere von Kirche, welche diese immer mehr als „religiöse Institution“ und weniger als geistliche Wirklichkeit sehen konnte. Eine angekündigte Veröffentlichung zur Judenmission im südlichen Raum Deutschlands blieb Fragment und konnte nicht mehr realisiert werden. Aring starb am 3. Mai 2003 in Köln, wo er auch begraben wurde.

## Schriften
- Kirche als Ereignis. Ein Beitrag zur Neuorientierung der Missionstheologie, Neukirchen-Vluyn 1971 (Diss. Prag 1969).
- Christliche Judenmission. Ihre Geschichte und Problematik dargestellt und untersucht am Beispiel des evangelischen Rheinlandes. Eine Untersuchung im Rahmen des Forschungsschwerpunktes "Geschichte und Religion des Judentums" an der Universität Duisburg/Gesamthochschule, Neukirchen-Vluyn 1980 (Forschungen zum jüdisch-christlichen Dialog; 4).
- Patenschaft. Anmerkungen zu einer aktuellen zeitlosen Form der Nächstenliebe, Moers 1986.
- Christen und Juden heute – und die „Judenmission“? Geschichte und Theologie protestantischer Judenmission in Deutschland, dargestellt und untersucht am Beispiel des Protestantismus im mittleren Deutschland, Frankfurt am Main, 1987 (²1989).
- Judenmission. In: Theologische Realenzyklopädie 17 (1988), S. 325–330.
- „Wage du, zu irren und zu träumen ... Juden und Christen unterwegs“. Theologische Biographien – biographische Theologie im christlich-jüdischen Dialog der Barockzeit, Leipzig-Köln 1992.
- „Wenn dich deine Kinder fragen …“. Impressionen zur Geschichte und Gegenwart jüdischen Lebens in Litauen, Köln 1998 (Galut Nordost, Sonderheft 3).
- Paul Gerhard Aring verfasste zudem zahlreiche Artikel im Biographisch-Bibliographischen Kirchenlexikon (BBKL).